# Sodom (musikalbum)
Sodom det tyska thrash metal-bandet Sodoms självbetitlade elfte studioalbum, utgivet i april 2006 på Steamhammer, och i Japan på Nexus i oktober samma år.
Albumet producerades av bandets tidigare gitarrist Andy Brings tillsammans med Haan Hartmann.
En musikvideo spelades in till "City of God".

## Låtlista
1. "Blood on Your Lips" – 4:43
2. "Wanted Dead" – 3:57
3. "Buried in the Justice Ground" – 3:09
4. "City of God" – 4:36
5. "Bibles and Guns" – 3:31
6. "Axis of Evil" – 4:35
7. "Lords of Depravity" – 2:48
8. "No Captures" – 4:47
9. "Lay Down the Law" – 3:56
10. "Nothing to Regret" – 2:53
11. "The Enemy Inside" – 4:06

Bonusspår på den japanska utgåvan
1. "Kamikaze Terrorizer" – 3:44

## Medverkande
Musiker
- Tom Angelripper – sång, basgitarr
- Bernd "Bernemann" Kost – gitarr
- Bobby Schottkowski – trummor, slagverk

Produktion
- Andy Brings – producent, inspelningstekniker, mixning
- Haan Hartmann – producent, inspelningstekniker, mixning
- Achim Köhler – inspelningstekniker
- Joachim Heinz Ehrig – mastering
- Vitali Berlin – omslagskonst, design
- Conny Kitscher – omslagskonst, design
- Andy Schmidt – foto